# Solarino
Solarino – miejscowość i gmina we Włoszech, w regionie Sycylia, w prowincji Syrakuzy.
Według danych na rok 2004 gminę zamieszkiwały 7232 osoby, 556,3 os./km².

## Miasta partnerskie
- New Britain, Stany Zjednoczone
- Aninoasa, Rumunia
- Moreland, Australia